# Chích lá họng vàng chanh
Chích lá họng vàng chanh (danh pháp hai phần: Phylloscopus cebuensis) là một loài chích lá thuộc chi Chích lá, họ Chích lá. Loài này chỉ sinh sống ở Philippines.